# マルカリアン421
マルカリアン421（英: Markarian 421）は、おおぐま座の方角にあるブレーザーである。この天体は、活動銀河、とかげ座BL型天体で、強いガンマ線源でもある。地球からは約397-434百万光年離れている。地球に最も近いブレーザーの1つであるため、夜空で最も明るく見えるクエーサーの1つである。中心に超大質量ブラックホールを持つと推定されている。北東に14秒離れた位置には、初期型の高軌道傾斜角の渦巻銀河（マルカリアン421-5）がある。
1992年にフレッド・ローレンス・ホイップル天文台のM. Punchにより、非常に高いエネルギーのガンマ線を放射していると初めて特定された。1996年には同天文台のJ. Gaidosによって、超高エネルギーガンマ線の非常に急速なアウトバースト（15分間の立上り）が測定された。
2001年にもアウトバーストが発生し、全地球ブレーザー望遠鏡プロジェクトによりモニターされた。
その明るさ（約13.3等級、最大11.6等級、最小16等級）のため、小さな望遠鏡でアマチュアでも観測することができる。